# Andreas Breitner
Andreas Breitner, née le 24 février 1964 à Kiel, est un homme politique allemand, membre du Parti social-démocrate d'Allemagne (SPD). Il est ministre de l'Intérieur du Schleswig-Holstein.